# Šaronje (Novi Pazar)
Pour les articles homonymes, voir Šaronje.
Šaronje (en serbe cyrillique : Шароње) est un village de Serbie situé sur le territoire de la Ville de Novi Pazar, district de Raška. Au recensement de 2011, il comptait 290 habitants.

## Démographie
| 1948 | 1953 | 1961 | 1971 | 1981 | 1991 | 2002 | 2011 |
| ---- | ---- | ---- | ---- | ---- | ---- | ---- | ---- |
| 538  | 574  | 581  | 533  | 459  | 397  | 398  | 290  |

|  |